# Adhemarius fulvescens
Adhemarius fulvescens är en fjärilsart som beskrevs av Adolf G. Closs 1915. Adhemarius fulvescens ingår i släktet Adhemarius och familjen svärmare. Inga underarter finns listade i Catalogue of Life.